# Rue du Gouvernement provisoire
 (décembre 2022).
Si vous êtes l’auteur de ce texte, vous êtes invité à donner votre avis ici. À moins qu’il soit démontré que l’auteur de la page autorise la reproduction et que ce contenu soit compatible avec les principes fondateurs de Wikipédia, cette page sera supprimée ou purgée au bout d’une semaine maximum. En attendant le retrait de cet avertissement, veuillez ne pas réutiliser ce texte.
 (décembre 2022).
La rue du Gouvernement provisoire (en néerlandais : Voorlopig bewind straat) est une rue située dans la Région de Bruxelles-Capitale. Elle mesure plus ou moins 200 m et relie la rue Royale à la rue des Cultes. Elle tient son nom du Gouvernement provisoire qui avait été mis en place en 1830 à la suite de la révolution belge de 1830.

## Contexte historique

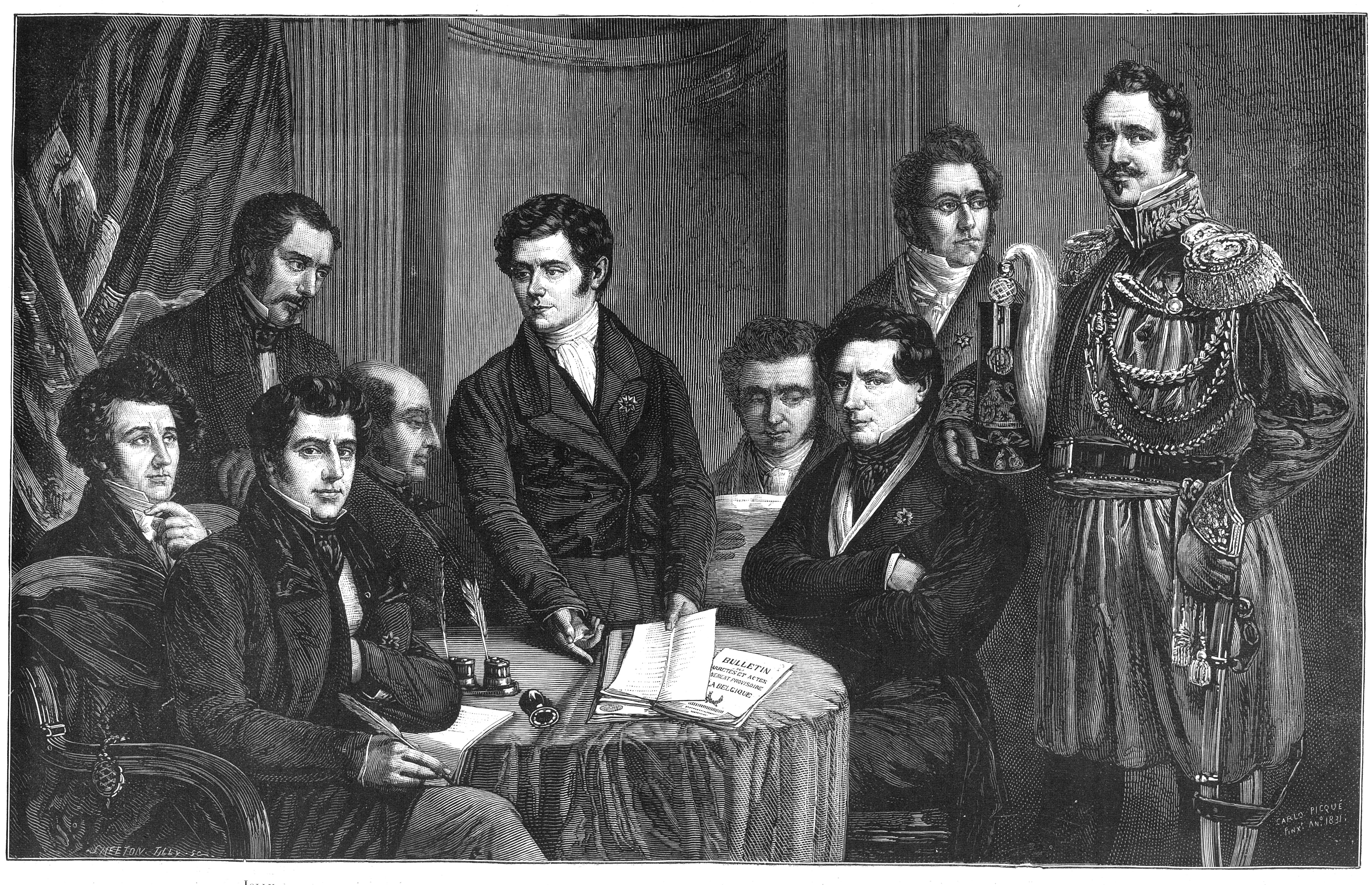
Membres du Gouvernement provisoire.

Cette rue est créée en 1876 lors de la restructuration du « quartier Notre-Dame-aux-Neiges » qui fut réalisée en 1874. Les plans du quartier sont l’œuvre d’Antoine Mennessier et de Georges Aigoin.
Anciennement la rue des épingles, la partie Ouest devient la rue Vésale en 1853 et la partie Est, à la suite de son élargissement, devient la rue du Gouvernement provisoire en 1876.
Le nom de la rue évoque la révolution belge et les débuts de l’existence de la Belgique. C’est en effet grâce au gouvernement provisoire que l’État belge prend son indépendance et se dote d’une Constitution.

## Localisation

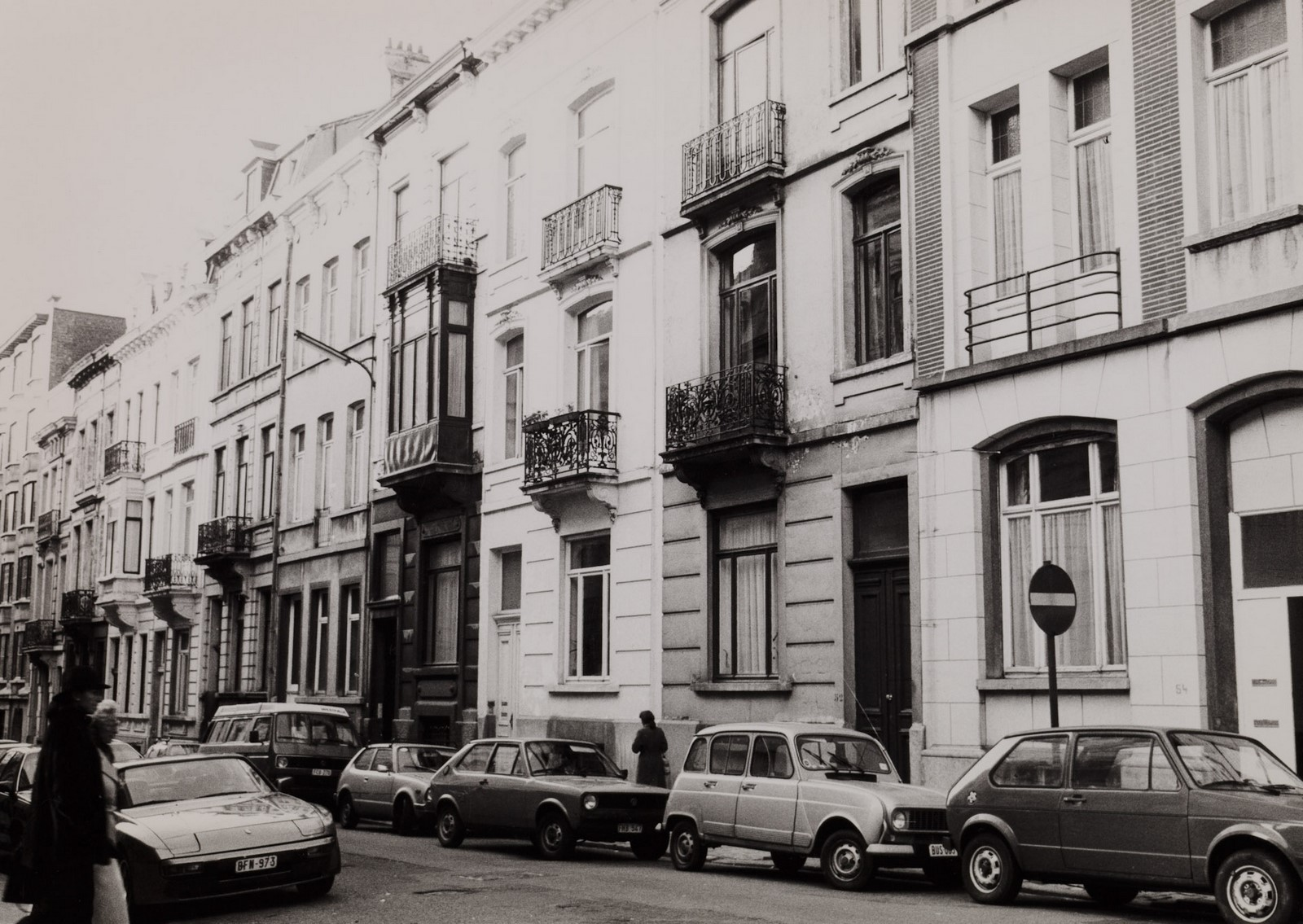
Rue du Gouvernement Provisoire Rue du Gouvernement provisoire

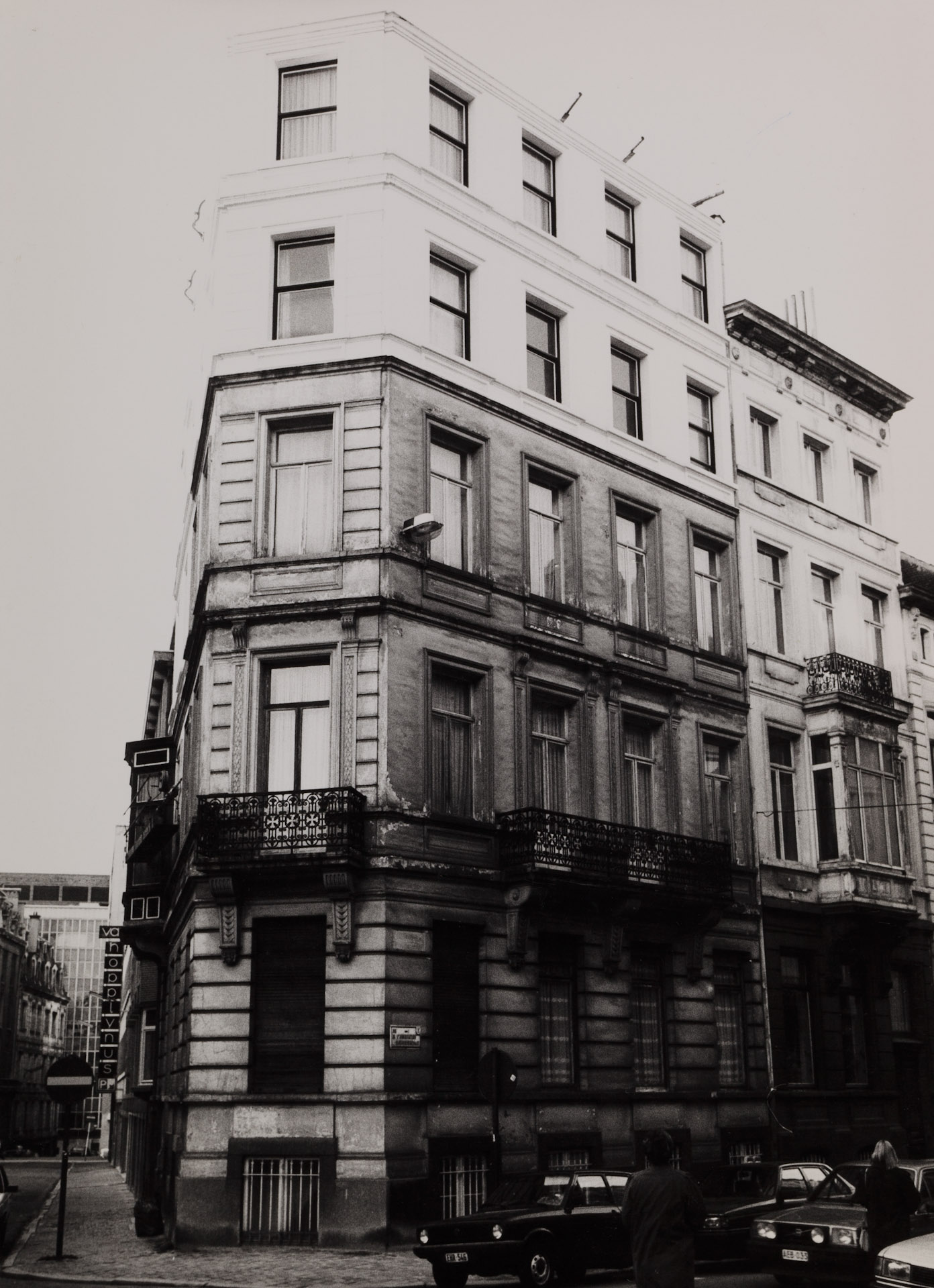
Rue du Gouvernement Provisoire 30 Rue du Gouvernement provisoire 30

### Description de la rue
La rue du Gouvernement provisoire débute à l'angle avec la rue Royale pour se terminer au croisement avec la rue du Nord et la rue des Cultes. Bien que très courte, cette rue croise les rues de l'Association et de la révolution et donne accès à l'impasse de la Bobine.

### Architecture
L’objectif étant de ramener en ville des populations plus favorisées et dignes de côtoyer les nouvelles institutions, les rues sont redessinées et les ruelles composées de petites maisons populaires font place à des avenues bordées d’immeubles bourgeois de style éclectique. Le quartier veut glorifier l’indépendance de la Belgique et des personnalités qui y ont pris part.
Dans sa première partie, jusqu’à la rue de l’Association, la rue est bordée par de vastes immeubles de bureaux. L’artère de la rue est essentiellement résidentielle et montre des façades d’esprit néoclassique, en majorité enduites et stuquées, rythmées horizontalement par des refends et des cordons et animées par des bow-window, des balcons ou des ressauts.
Des immeubles d'angle offrent des façades plus monumentales avec pan coupé (on peut le voir au no 30 rue du Gouvernement Provisoire).

## Accès
Ce site est desservi par la station de métro Madou et la station de tramway Congrès de la STIB.

## Rues avoisinantes
- Rue Royale
- Rue du Congrès
- Rue des Cultes
- Rue de l'Association
- Rue de la Révolution
- Impasse de la Bobine